# Aporia bernardi
Aporia bernardi is een vlindersoort uit de familie van de Pieridae (witjes), onderfamilie Pierinae.
Aporia bernardi werd in 1989 beschreven door Koiwaya.